# توپولف ای‌ان‌تی-۲۱
توپولف ای‌ان‌تی-۲۱ (به انگلیسی: Tupolev ANT-21) یک هواگرد ساختِ کارخانهٔ توپولف در کشور اتحاد جماهیر سوسیالیستی شوروی است. این هواگرد برای نخستین بار در ۱۹۳۳ میلادی مورد استفاده قرار گرفت.